# Талисман (бортовой комплекс обороны)
«Талисман» — белорусский авиационный бортовой комплекс обороны (БКО), является средством радиоэлектронной борьбы (РЭБ) и предназначен для индивидуальной защиты боевых самолётов от ракет класса «воздух-воздух» и «земля-воздух».

## История создания
Работы по созданию БКО «Талисман» проводились в период с апреля 2007 по июль 2012 года. Прототипом БКО «Талисман» является аппаратура радиотехнической защиты «Сателлит» (аппаратура защиты «Сателлит» производилась на 558 авиаремонтном заводе в г. Барановичи (Белоруссия) и предназначалась для защиты самолёта от управляемых ракет (авиационных и зенитных управляемых) с радиолокационной системой наведения в диапазоне частот 8,0-10,0 ГГц (длина волны ~3 см); «Сателлит» был включён в программу модернизации самолёта Су-27; потребителем аппаратуры «Сателлит» являются ВВС Казахстана).
Разработка БКО «Талисман», обеспечивающего защиту самолёта от управляемого ракетного оружия уже в диапазоне частот 4,0-12,0 ГГц (длины волн ~2,5-7,5 см), завершена в январе 2011 года. В апреле 2012 года завершена разработка и испытан БКО «Талисман», обеспечивающий защиту самолёта от ЗРК в диапазоне частот 12,0-18,0 ГГц (длина волны ~1,6-2,5 см).
Разработчиком и производителем БКО «Талисман» является ООО «Оборонные инициативы», г. Минск (Республика Беларусь).

## Принцип работы
Принцип работы БКО «Талисман» основан на переизлучении (ретрансляции) зондирующих сигналов РЛС противника с наделением их специальной фазовой, частотной, амплитудной и поляризационной модуляцией.
Модулированное переизлучение приводит к искажению фронта волны, воспринимаемой антенными системами РЛС (головкой самонаведения) ракет противника, что оказывает воздействие на угловые, дальностные и скоростные (доплеровские) измерители и следящие системы РЛС этих ракет.
БКО «Талисман» воздействует на основной элемент всех современных РЛС — моноимпульсный пеленгатор и нарушает его работу.
БКО «Талисман» воздействует на радиовзрыватель авиационной/зенитной ракеты, вызывая преждевременное его срабатывание (подрыв атакующей ракеты на безопасном расстоянии от защищаемого самолёта).
Защита самолёта от ракет с оптическими (тепловыми) головками самонаведения, таких как Р-73, 9М37 «Стрела-10», AIM-9 Sidewinder, AIM-132 ASRAAM, обеспечивается при помощи барьерного радиолокатора. Барьерный радиолокатор обнаруживает атакующую ракету, определяет её координаты (пеленг и дальность) и выдаёт команду на отстрел ложных тепловых целей (ЛТЦ).

## Конструкция и размещение
БКО «Талисман» размещается в подвесных контейнерах, которые размещаются на подкрыльевых точках подвески самолёта.
Конструкция подвесных контейнеров, изготовленных в виде переходных балок, предусматривает возможность подвески к ним авиационных пусковых устройств, что сохраняет для самолёта-носителя БКО «Талисман» штатный боекомплект вооружения.

## Состав БКО «Талисман»
В состав БКО «Талисман» входят:
- аппаратура предупреждения о радиолокационном облучении;
- аппаратура радиотехнической защиты;
- барьерный радиолокатор обнаружения атакующей ракеты.

Аппаратура радиотехнической защиты разделяется по диапазонам частот и определяет конфигурацию БКО «Талисман».
БКО «Талисман» комплектуется по модульному принципу: Блок-1, Блок-2, Блок-3 и Блок-3Е.
| Комплектация БКО «Талисман»       | Тип угрозы                          | Наименование                                                                                                   |
| --------------------------------- | ----------------------------------- | --- |
| «Талисман Блок-1» (8,0-12,0 ГГц)  | Бортовые РЛС самолётов              | Су-27, Су-30, МиГ-29, МиГ-35, F-15, F-16, F-18, F-22, Mirage-2000, Rafale, Eurofighter, JAS-39 Gripen, Tornado |
| «Талисман Блок-1» (8,0-12,0 ГГц)  | Авиационные управляемые ракеты      | Р-27, AIM-7 Sparrow, AIM-120 AMRAAM, MICA, Skyflash, Aspide, MATRA                                             |
| «Талисман Блок-1» (8,0-12,0 ГГц)  | Зенитные ракетные комплексы         | С-125, С-300, MIM-23 Improved Hawk                                                                             |
| «Талисман Блок-2» (12,0-18,0 ГГц) | Авиационные управляемые ракеты      | Р-77(РВВ-АЕ)                                                                                                   |
| «Талисман Блок-2» (12,0-18,0 ГГц) | Зенитные ракетные комплексы         | 9K33M3 ОСА-АКМ, 9К331 Тор-М1, Roland-2, Crotale-NG                                                             |
| «Талисман Блок-2» (12,0-18,0 ГГц) | Зенитные ракетно-пушечные комплексы | 2K22 Тунгуска                                                                                                  |
| «Талисман Блок-2» (12,0-18,0 ГГц) | Зенитные артиллерийские комплексы   | ЗСУ-23-4 Шилка, Gepard, Loara                                                                                  |
| «Талисман Блок-3» (6,0-8,0 ГГц)   | Зенитные ракетные комплексы         | 2К12M3(4) Куб-М3(4), 9К37M1(2) Бук-М1(2)                                                                       |
| «Талисман Блок-3E» (4,0-6,0 ГГц)  | Зенитные ракетные комплексы         | MIM-104 Patriot PAC-2(3)                                                                                       |

Маркировка БКО «Талисман Блок-12R» означает, что БКО обеспечивает защиту самолёта в диапазоне частот 8,0-18,0 ГГц (длины волн 1,67 и 3,75 см).
Индекс «R» означает, что БКО «Талисман» укомплектован барьерным радиолокатором для обнаружения и предупреждения экипажа о приближении авиационной или зенитной управляемой ракеты с оптической (тепловой) головкой самонаведения.
Максимальной конфигурацией БКО является конфигурация «Талисман Блок-123ER».

## Галерея
|  |  |  |  |

## Отличительные особенности
- Автоматическая постановка помех РЛС противника
- Исключён самоподсвет самолёта-носителя БКО «Талисман»
- Электромагнитная совместимость (ЭМС) с бортовой РЛС